# Česká fyzikální společnost
Die  Česká fyzikální společnost (ČFS), deutsch Tschechische physikalische Gesellschaft, vereinigt wissenschaftliche Mitarbeiter aus den Gebieten der Physik. Die ČFS ist eine der vier Sektionen der Jednota českých matematiků a fyziků (Union tschechischer Mathematiker und Physiker) sowie Mitglied der  Europäischen Physikalischen Gesellschaft.
Die 1862 gegründete Union tschechischer Mathematiker und Physiker hat Ende der 1960er Jahre ihre Tätigkeit in vier spezialisierte Fachsektionen aufgesplittet, eine davon war 1968 die Fyzikální vědecká sekce FVS (Physikalische wissenschaftliche Sektion). Am 1. Januar 2003 wurde der Name entsprechend den internationalen Gepflogenheiten in Česká fyzikální společnost geändert.
Zu den Zielen gehören vor allem
- Forschung auf allen Gebieten der Physik
- Popularisierung der Physik
- Stärkung des Ansehens der Physik in der Gesellschaft
- Unterstützung der Bildung auf dem Gebiet der Physik, vor allem auf Hochschulen

Dieses Vorhaben wird durch mehr als 20 Fachabteilungen unterstützt:
- Dielektrik
- Energetik
- Geophysik
- Magnetismus
- Mathematische Physik
- Niedrige Temperaturen
- Plasmaphysik

und andere.
Die ČSF arbeitet eng zusammen mit der entsprechenden und gleichzeitig entstandenen slowakischen Slovenská fyzikálna spoločnosť (SFS) sowie mit den Schwesterorganisationen im Ausland.
Die Gesellschaft zeichnet verantwortlich für die Zeitschrift Československý časopis pro fyziku (Tschechoslowakische Zeitschrift für Physik), die im Untertitel den Zusatz "tschechische und slowakische Zeitschrift" trägt, weil sie ein Gemeinschaftsprojekt der Tschechischen und der Slowakischen physikalischen Gesellschaften ist. Sie entstand 1951 durch eine Trennung von der Zeitschrift Časopis pro pěstování mathematiky a fysiky, die seit 1872 erschien.